# Theophilea subcylindricollis
Theophilea subcylindricollis ist ein Käfer aus der Familie der Bockkäfer und der Unterfamilie Lamiinae.
Theophilea subcylindricollis wurde erst 1988 von der Art Theophilea cylindricollis abgetrennt, da sich die europäischen Populationen von denen in Armenien unterscheiden. Die Art ähnelt außerdem der europäischen Art Calamobius filum.  Der Artname subcylindricollis  (von lat. "cylindrus" für  "Walze", "cóllum" für "Hals, Halsschild"  und "sub-" im Sinne von annähernd) besagt, dass der Halsschild beinahe zylindrisch ist.
|                  |                       |                                                                   |
| Abb. 1: Aufsicht | Abb. 2: Kopf von vorn | Abb. 3: Spitze der Flügeldecken                                   |
|                  |                       | Abb. 4: Ausschnitt des Fühlers seitlich von innen, links 1. Glied |
|                  |                       | Abb. 5: Tarsus des mittleren Beins, rechts Klauenglied            |
|                  |                       | Abb. 6: Ausschnitt Aufsicht, links Kopf rechts Flügeldecken       |

## Merkmale des Käfers
Der schlanke, annähernd zylindrische Käfer wird sieben bis zehn Millimeter lang. Er ist schwarz mit blauem oder grünem Metallschimmer und sehr dicht und regelmäßig punktiert. Er besitzt eine unauffällige doppelte Behaarung aus sehr kurzen, nach hinten anliegenden Haaren einerseits und einzelnen längeren und kräftigeren Haaren, die mehr abstehen, andererseits.
Der Kopf ist um mehr als neunzig Grad zur Körperachse geneigt, die Mundwerkzeuge zeigen bereits leicht nach hinten. Die schwarzen fadenförmigen zwölfgliedrigen Fühler sind in beiden Geschlechtern länger als der Körper. Sie sind sehr fein blass behaart und tragen auf der Unterseite eine Reihe langer schwarzer Haarfransen (Abb. 4). Das erste Fühlerglied ist von der Seite betrachtet mäßig dick, weniger als doppelt so dick wie das dritte und die folgenden Fühlerglieder (Abb. 4). 
Der Halsschild ist auffällig länger als breit. Seine Seiten verlaufen nahezu parallel und erreichen die größte Breite im letzten Drittel. Die Punktierung ist etwa so grob wie die des Kopfes (Abb. 6). 
Die Flügeldecken sind langgestreckt und enden klaffend einzeln stumpf zugespitzt (Abb. 3). Sie sind metallisch blau bis grün gefärbt, erscheinen aber durch eine feine graue bis gelbliche Behaarung nur schwach glänzend. Die Flügeldecken sind mehr oder weniger quer gerunzelt und punktiert, die Punkte sind größer und liegen weniger dicht als bei der Punktierung von Kopf und Halsschild (Abb. 6). 
Die schwarzen Beine und insbesondere die Tarsen sind lang. Auch das dritte Tarsenglied ist schlank. Es ist zur Hälfte eingeschnitten (Abb. 5). Das vierte Tarsenglied ist in diesem Einschnitt verborgen. Die Mittelschiene ist im Unterschied zu Calamobius filum nicht gefurcht.

## Biologie
Die Larve entwickelt sich im Stängel von Gräsern, vermutlich in der Kriech-Quecke. Die Entwicklung ist einjährig, die Imagines erschienen an der Fundstelle in Rumänien im April und Mai, an anderer Stelle wird Juni und Juli angegeben. Die Käfer sitzen in Steppen-habitaten auf den Blattscheiden von Gräsern.

## Verbreitung
Theophilea subcylindricollis ist eine osteuropäische Art. In Ungarn ist sie häufig. Das Verbreitungsgebiet berührt auch die Slowakei, die Ukraine und Südrussland. Neumeldungen liegen aus Serbien und Rumänien vor, außerdem wurde die Art in der Türkei gefunden.